# دمورگان (دهانه)
دو مورگان یک دهانه برخوردی در ماه‌ است.